# Сосновский, Александр Сергеевич
Александр Сергеевич Сосновский (род. 7 июня 1948, Орсук, Читинская область) — советский лесоруб, лауреат Государственной премии СССР.

## Биография
Член КПСС.
С 1966 года — на хозяйственной, общественной и политической работе. В 1966—2008 гг. — чокеровщик, тракторист трелевочного трактора, машинист бульдозера, вальщик леса, бригадир укрупненной бригады по заготовке леса Катангарского лесопромышленного комбината, машинист самоходного погрузчика ЗАО «Катангарлес».
Чемпион мира по валке леса 1974 года, абсолютный чемпион 1975 года. С 1976 — тренер команды СССР по валке леса. Чемпион мира по валке леса на соревнованиях в Финляндии и Чехословакии в 1977 и 1978 году, соответственно.
За большой личный вклад в дело создания новых лесов, бережного использования природных ресурсов в составе коллектива был удостоен Государственной премии СССР за выдающиеся достижения в труде 1982 года.
Избирался депутатом Верховного Совета РСФСР 10-го созыва.
Почётный гражданин Читинской области.